# Pyynikinsaaret
Pyynikinsaaret är tre små öar i stadsdelen Pynike i Tammerfors i landskapet Birkaland. Öarna ligger i sjön Pyhäjärvi omkring 200 meter från fastlandet.